# Mała Anastasiwka
Mała Anastasiwka (ukr. Мала Анастасівка) – wieś na Ukrainie, w obwodzie żytomierskim, w rejonie nowogrodzkim, nad Słuczą. W 2001 roku liczyła 255 mieszkańców.